# The Vision Bleak
The Vision Bleak — німецький метал-дует у складі Ульфа Теодора Швадорфа (він же Маркус Шток, відомий за участі у гурті Empyrium) та Аллена Б. Констанца. Лірика групи здебільшого зосереджена навколо тематики жахів та здебільшого ґрунтується на творах класичних письменників та режисерів жанру, таких як Г. Ф. Лавкрафт, Едгар Аллан По, Джордж Ромеро та Джон Карпентер.
Гурт описує свій музичний стиль, що поєднує дум-метал, готичний та симфонічний метал, як горор-метал.
The Vision Bleak випускають свої альбоми на німецькому лейблі Prophecy Productions.

## Склад
Аллен Б. Констанц — вокал, ударні, клавішні
Ульф Теодор Швадорф — гітара, бас, клавішні, вокал

## Дискографія
- «Songs of Good Taste» (демо EP, 2001)
- «The Deathship Has a New Captain» (2003)
- «Carpathia» (2005)
- «The Wolves Go Hunt Their Prey» (2007)
- «Set Sail to Mystery» (2010)
- «Witching Hour» (2013)
- «The Kindred of the Sunset» (EP, 2016)
- «The Unknown» (2016)[3][4]
- «Timeline — An Introduction to The Vision Bleak» (компіляція, 2016)
- «Weird Tales» (2024)

## Музичні відео
- «Wolfmoon» (2006)
- «The Wood Hag» (2013)
- «Into The Unknow» (2016)